# Xiphidiopsis elefan
Xiphidiopsis elefan är en insektsart som beskrevs av Andrej Vasiljevitj Gorochov 2005. Xiphidiopsis elefan ingår i släktet Xiphidiopsis och familjen vårtbitare. Inga underarter finns listade i Catalogue of Life.